# Erechthias sinapifera
Erechthias sinapifera är en fjärilsart som beskrevs av Turner 1926. Erechthias sinapifera ingår i släktet Erechthias och familjen äkta malar. Inga underarter finns listade i Catalogue of Life.